# Kyrillos IX. Moghabghab
Kyrillos IX. Moghabghab, auch Cyril IX. Mogabgab (* 29. Oktober 1855 in Ain-Zehalta, Libanon; † 8. September 1947 in Alexandria, Ägypten), Geburtsname Daher Moghabghab, war von 1925 bis 1947 Patriarch von Antiochia der Melkitischen Griechisch-Katholischen Kirche. 

## Leben
Am 27. März 1883 empfing er die Priesterweihe. Am 23. April 1899 erfolgte die Ernennung zum Bischof von Zahlé und Furzol. Diese Ernennung wurde am 20. Mai 1899 bestätigt. Die Bischofsweihe spendete ihm am 28. Mai 1899 Peter IV. Géraigiry, der Patriarch von Antiochia. Die Ernennung zum Patriarchen von Antiochia erfolgte am 8. Dezember 1925, dieses wurde am 21. Juni 1926 durch die Bischofsversammlung bestätigt.
Traditionell ist der Patriarch auch der geistliche Protektor und Förderer einer Neubelebung des 1830 aufgehobenen Lazarus-Ordens. Er war Kommandeur der Ehrenlegion und galt als sehr frankophil.
Während seiner Amtszeit als Patriarch war er Mitkonsekrator bei Dionisio Kfoury BS, Weihbischof in Antiochia und Titularbischof von Tarsus dei Greco-Melkiti, Eftimios Youakim BS, Bischof von Zahlé und Furzol, Gabriele Nabaa BS, Bischof von Sidon, Agapios Salomon Naoum BS, Erzbischof von Tyros und Maximos V. Hakim, Bischof von Akka.